# Chalet Les Lions
 (juin 2023).

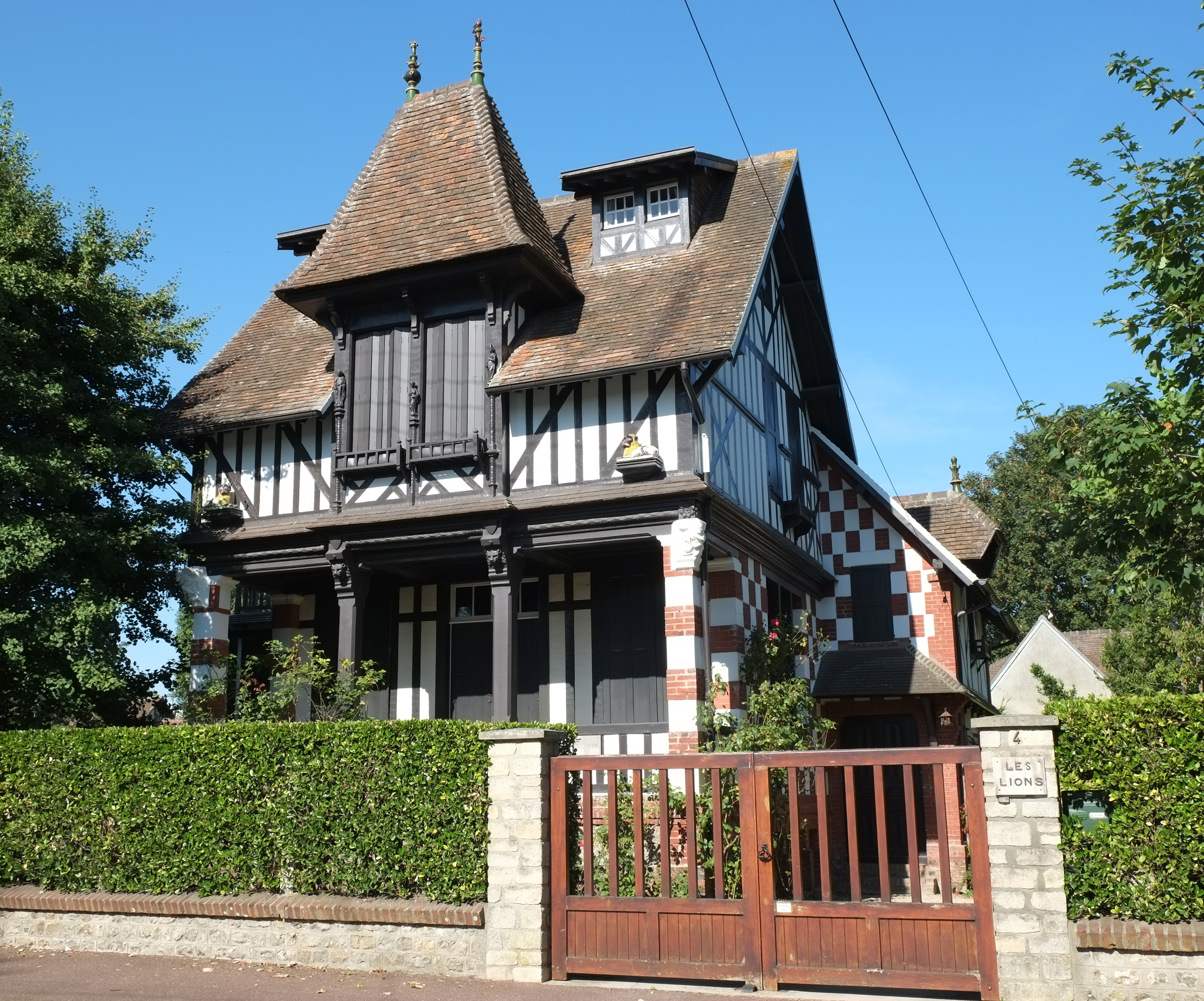
Chalet Les Lions à Houlgate

Le Chalet Les Lions à Houlgate, dans le département du Calvados en Normandie, a été construit en 1900. La villa, située au numéro 4, boulevard Jacques Landry, doit son nom aux sculptures de lions sur la façade de la maison.
La bâtisse de style normand est une maison à  colombages, avec une grande lucarne côté rue. La terrasse est couverte par l'étage supérieur en saillie, soutenu par quatre piliers à têtes grotesques. Celles-ci rappellent les sculptures médiévales.

## Littérature
- Didier Hébert : Houlgate. La Perle de la Côte Fleurie. Éditions Lieux Dits et Région Basse-Normandie, 2011,  (ISBN 978-2-36219-018-6), pp. 59

## Source de traduction
- (de) Cet article est partiellement ou en totalité issu de l’article de Wikipédia en allemand intitulé « Chalet Les Lions » (voir la liste des auteurs).